# 新月バイパス

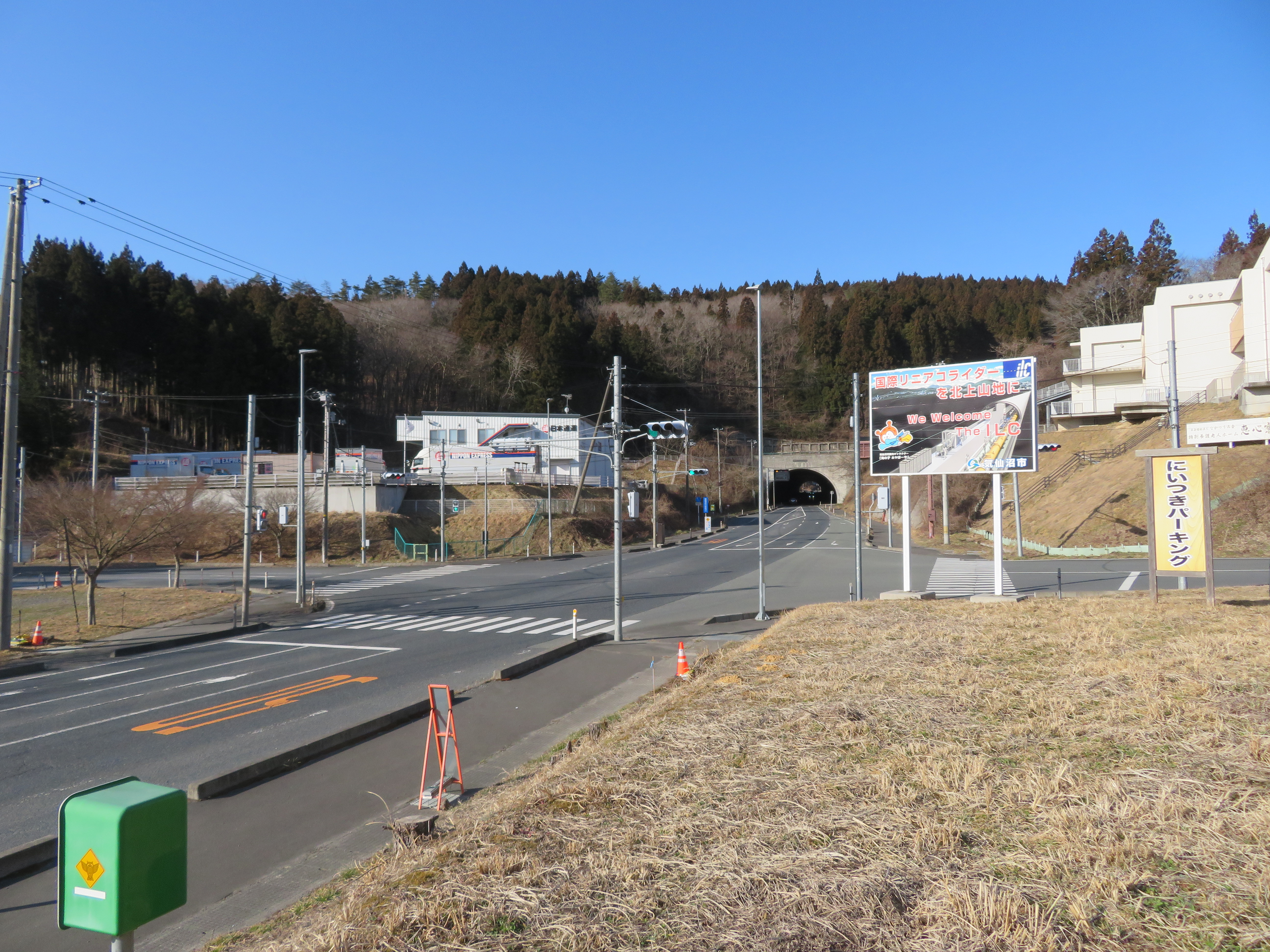
宮城県気仙沼市　新月パーキング付近

新月バイパス（にいつきバイパス）は、宮城県気仙沼市を通る国道284号のバイパス道路。
気仙沼市柳沢・下八瀬地区における急カーブ・幅員狭小箇所解消のために整備された片側1車線のバイパス。途中トンネルが2箇所ある（八瀬トンネル・桟敷ヶ森トンネル）。
途中気仙沼市総合運動公園への取り付け道路が分岐している。

## 路線データ
- 起点：気仙沼市柳沢
- 終点：気仙沼市大曲